# Instytut Historii Sztuki Uniwersytetu Łódzkiego
Instytut Historii Sztuki Uniwersytetu Łódzkiego – jednostka organizacyjna Wydziału Filozoficzno-Historycznego Uniwersytetu Łódzkiego.
Katedra Historii Sztuki mieściła się między innymi w Pałacu Biedermanna, a następnie od 2014 roku w gmachu przy ul. Uniwersyteckiej 3. Od 1 października 2016 roku siedziba jednostki znajduje się przy ul. Narutowicza 65.
Na mocy decyzji Rady Wydziału Filozoficzno-Historycznego UŁ z dnia 27 września 2018 r. katedra została przekształcona w Instytut Historii Sztuki.

## Historia
Katedra Historii Sztuki została utworzona na Uniwersytecie Łódzkim w 1945 roku. Początkowo funkcje kierowników pełnili prof. Wacław Husarski oraz dr hab. Mieczysław Wallis. W latach 1945–1952 prowadzono studia magisterskie z zakresu historii sztuki. W 1965 jednostkę przemianowano na Katedrę Historii Sztuki i Kultury, zlikwidowaną w 1968 i reaktywowaną w charakterze zakładu w 1975. Do nazwy Katedry Historii Sztuki Uniwersytetu Łódzkiego powrócono w 1998.
Od 1980 jednostką kierowała prof. Wanda Nowakowska, która po czterdziestu latach przerwy zorganizowała studia magisterskie z historii sztuki – funkcjonujące na UŁ od 1945 i zlikwidowane w 1952. Kierunek przywrócono na mocy decyzji ówczesnego rektora, prof. Michała Seweryńskiego, w 1992.
Od roku akademickiego 2016/2017 kierownikiem Katedry Historii Sztuki UŁ (obecnie dyrektorem Instytutu) jest dr hab. Piotr Gryglewski.

## Poczet kierowników i dyrektorów
Lista niepełna:
1. prof. dr hab. Wanda Nowakowska (1980–1999)
2. prof. dr hab. Grzegorz Sztabiński (1999–2009)
3. prof. dr hab. Krzysztof Stefański (2009–2016)
4. dr hab. Piotr Gryglewski (od 2016)

## Władze Instytutu
W kadencji 2020–2024:
| Stanowisko   | Imię i nazwisko            |
| ------------ | -------------------------- |
| Dyrektor     | dr hab. Piotr Gryglewski   |
| Wicedyrektor | dr Agnieszka Świętosławska |

## Struktura organizacyjna

### Katedra Historii Architektury
Samodzielni pracownicy naukowi:
- prof. dr hab. Krzysztof Stefański – kierownik Katedry
- dr hab. Tadeusz Bernatowicz
- dr hab. Piotr Gryglewski
- dr hab. Julia Sowińska-Heim

### Katedra Historii Malarstwa i Rzeźby
Samodzielni pracownicy naukowi:
- dr hab. Aneta Pawłowska – kierownik Katedry
- dr hab. Agnieszka Gralińska-Toborek
- dr hab. Eleonora Jedlińska

## Byli pracownicy Instytutu
- prof. dr hab. Leszek Kajzer
- prof. dr hab. Jadwiga Lipińska
- prof. dr hab. Wanda Nowakowska
- prof. dr hab. Irena Popławska
- prof. dr hab. Grzegorz Sztabiński
- dr hab. Zbigniew Bania
- dr hab. Mieczysław Wallis

## Studia
W Instytucie prowadzone są studia na kierunku historia sztuki:
- licencjackie I stopnia (3 lata)[9]
- magisterskie II stopnia (2 lata)

W ramach studiów magisterskich możliwy jest wybór specjalizacji:
- krytyka artystyczna i upowszechnianie sztuki – profil przygotowujący do pracy w redakcjach czasopism, galeriach i placówkach prowadzących handel dziełami sztuki
- ochrona zabytków i zarządzanie dobrami kultury materialnej – program skierowany do osób zainteresowanych pracą w muzeach, instytucjach zawiązanych z ochroną zabytków i zarządzaniem dobrami kultury

## Wybrane konferencje zorganizowane przez Instytut
- „Tekst a dzieło sztuki“ (Łódź, 18-20.05.2015).
- Międzynarodowa konferencja naukowa „African Tradition – African Modernity” (19-20.11.2015).
- Międzynarodowa konferencja naukowa „Historia – konserwacja – rewitalizacja”. Funkcjonowanie rezydencji regionu łódzkiego w kontekście doświadczeń europejskich (26-28.09.2016). Komitet naukowy: prof. T. Bernatowicz, prof. P. Gryglewski, prof. k. Stefański[10].
- „Okno, przez które wkracza do nas rzeczywistość Boga. Ołtarz w świetle historii sztuki i teologii liturgii” (01-02.06.2017). Komitet naukowy: prof. T. Bernatowicz, prof. P. Gryglewski[11].

## Wybrane publikacje Instytutu

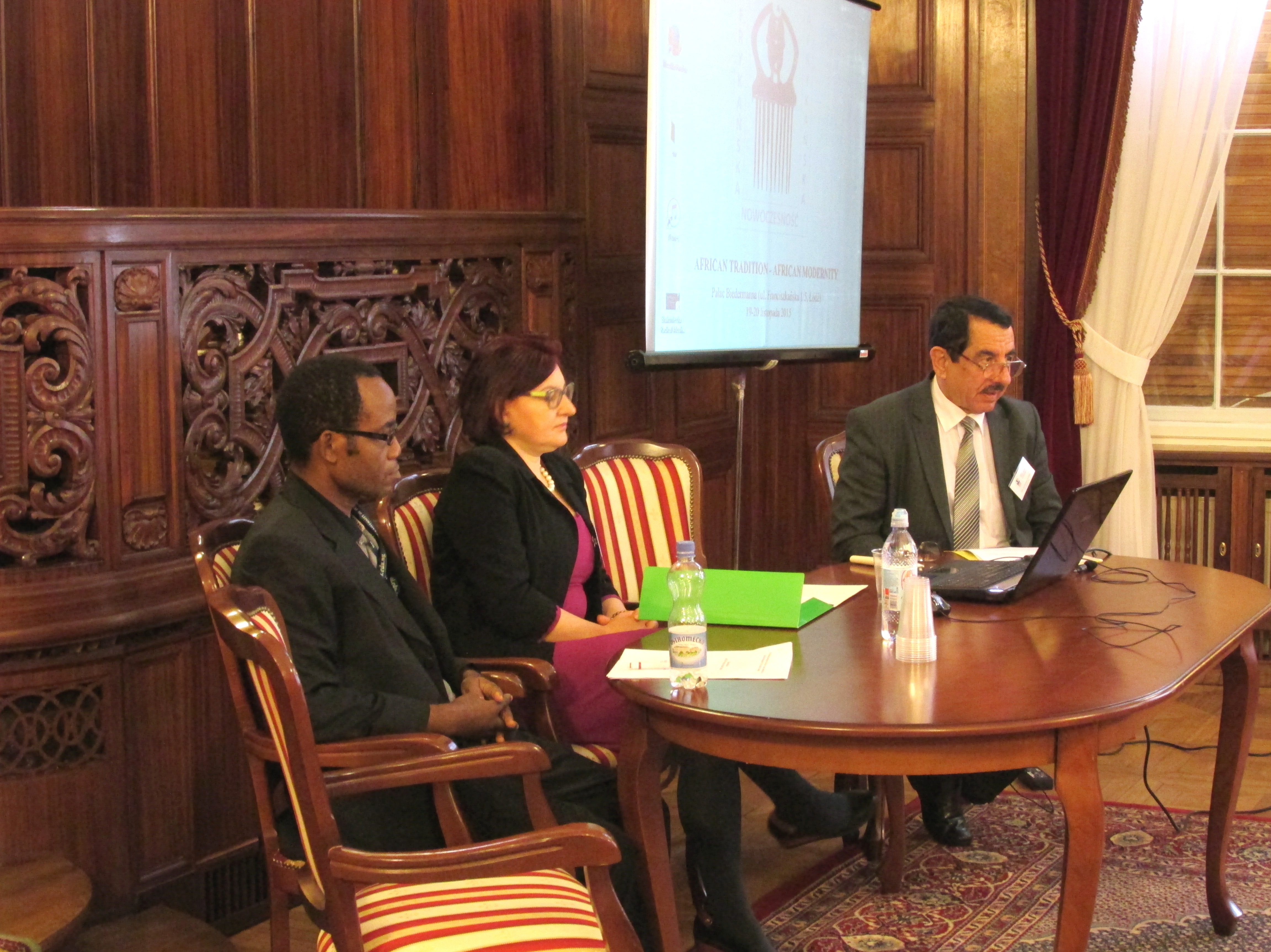
Międzynarodowa konferencja naukowa „African Tradition – African Modernity” (Łódź, 19-20.11.2015)

Seria wydawnicza „Sztuka Polski Środkowej”
- Studia [I]. Architektura nowożytna, red. Z. Bania, Łódź 2000.
- Studia [II]. Architektura średniowieczna i nowożytna, red. Z. Bania, E. Kubiak, Łódź 2002.
- P. Gryglewski, Vetusta monumenta. Szlacheckie mauzoleum od poł. XV w. do XVII w., Łódź 2002.
- Studia III. Sztuka nowożytna i nowoczesna, red. P. Gryglewski, E. Kubiak, K. Stefański, Łódź 2008.

- Studia IV. Sztuka nowożytna i nowoczesna, red. P. Gryglewski, E. Kubiak, K. Stefański, Łódź 2010.
- Studia V. [Sztuka dawna, nowoczesna i współczesna], red. P. Gryglewski, E. Kubiak, K. Stefański, Łódź 2011.
- Studia VI. Sztuka nowożytna i nowoczesna, red. P. Gryglewski, A. Barczyk, Łódź 2016.

Monografie
- K. Stefański, Ludzie, którzy zbudowali Łódź Leksykon architektów i budowniczych miasta (do 1939 r.), Łódź 2009.
- P. Gryglewski, De Sacra Antiquitate. Odwołania do przeszłości w polskiej architekturze sakralnej XVI wieku, Warszawa 2012.
- Centrum, prowincje, peryferia – wzajemne relacje w dziejach sztuki, red. P. Gryglewski, K. Stefański, R. Wróbel, Łódź 2013.
- A. Pawłowska, Sztuka i kultura Afryki Południowej. W poszukiwaniu tożsamości artystycznej na tle przekształceń historycznych, Łódź 2013.
- K. Stefański, Łódzkie wille fabrykanckie, Łódź 2013.
- K. Stefański, Wielkie rody fabrykanckie Łodzi i ich udział w ukształtowaniu oblicza miasta. Geyerowie, Scheiblerowie, Poznańscy, Heinzlowie, Kindermannowie, Łódź 2014.
- D. Łarionow, Wystarczy tylko otworzyć drzwi… Przedmioty w twórczości Tadeusza Kantora, Łódź 2015.
- E. Kubiak, Reinterpretacje. Percepcja i recepcja dzieł architektury na przykładzie świątyń jezuickich Ameryki Południowej okresu kolonialnego, Łódź 2015.
- E. Jedlińska, Powszechna wystawa światowa w Paryżu w 1900 roku. Splendory Trzeciej Republiki, Łódź 2015.
- A. Świętosławska, Obrazy codzienności. Polskie malarstwo rodzajowe I połowy XIX wieku, Toruń 2015.
- B. Ciarkowski, Łódź, która nie powstała, Łódź 2016.
- Sztuka Afryki. Afrykańska tradycja – afrykańska nowoczesność, red. A. Pawłowska, J. Sowińska-Heim, Łódź 2016.
- Afryka i (post)kolonializm, red. A. Pawłowska, J. Sowińska-Heim, Łódź 2016.
- Audiodeskrypcja dzieł sztuki – metody, problemy, przykłady, red. A. Pawłowska, J. Sowińska-Heim, Łódź 2016.
- Acta Artis Studia ofiarowane Profesor Wandzie Nowakowskiej, red. A. Pawłowska, E. Jedlińska, K. Stefański, Łódź 2016.

Czasopismo
- „TECHNE/ΤΕΧΝΗ– Pismo Łódzkich Historyków Sztuki” (od 2010).
- „TECHNE. Seria nowa” (od 2018)[12].